# ديودوتس الثاني
ديودوتس الثاني هو ثاني الملوك الإغريق البختريين، والذي خلف أباه الملك البختري ديودوتس الأول.
توفي ديودوتس الثاني حوالي سنة 225 قبل الميلاد.